# Смирновський (Хабарський район)
Смирно́вський (рос. Смирновский) — селище у складі Хабарського району Алтайського краю, Росія. Входить до складу Коротояцької сільської ради.

## Населення
Населення — 54 особи (2010; 108 у 2002).
Національний склад (станом на 2002 рік):
- росіяни — 98 %